# Condado de Dawson (Geórgia)
O Condado de Dawson é um dos 159 condados do Estado americano de Geórgia. A sede do condado é Dawsonville, e sua maior cidade é Dawsonville. O condado possui uma área de 554 km², uma população de 15 999 habitantes, e uma densidade populacional de 13 hab/km² (segundo o censo nacional de 2000). O condado foi fundado em 3 de dezembro de 1857.